# Liotella polypleura
Liotella polypleura är en snäckart som först beskrevs av Hedley 1904.  Liotella polypleura ingår i släktet Liotella och familjen pärlemorsnäckor. Inga underarter finns listade i Catalogue of Life.